# Tony Awards 1977
Die Verleihung der 31. Tony Awards 1977 (31st Annual Tony Awards) fand am 5. Juni 1977 im Shubert Theatre in New York City statt. Moderatoren, Laudatoren und Darsteller waren Jack Albertson, Beatrice Arthur, Buddy Ebsen, Damon Evans, Jean Stapleton und Leslie Uggams. Ausgezeichnet wurden Theaterstücke und Musicals der Saison 1976/77, die am Broadway ihre Erstaufführung hatten. Die Preisverleihung wurde von der American Broadcasting Company im Fernsehen übertragen.

## Hintergrund
Die Antoinette Perry Awards for Excellence in Theatre, oder besser bekannt als Tony Awards, werden seit 1947 jährlich in zahlreichen Kategorien für herausragende Leistungen bei Broadway-Produktionen und -Aufführungen der letzten Theatersaison vergeben. Zusätzlich werden verschiedene Sonderpreise, z. B. der Regional Theatre Tony Award, verliehen. Benannt ist die Auszeichnung nach Antoinette Perry. Sie war 1940 Mitbegründerin des wiederbelebten und überarbeiteten American Theatre Wing (ATW). Die Preise wurden nach ihrem Tod im Jahr 1946 vom ATW zu ihrem Gedenken gestiftet und werden bei einer jährlichen Zeremonie in New York City überreicht.

## Gewinner und Nominierte

### Theaterstücke
| Kategorie                            | Preisträger       | Theaterstück                                                                             | Nominierungen |
| Bestes Theaterstück                  | Michael Cristofer | The Shadow Box                                                                           | - For Colored Girls Who Have Considered Suicide / When the Rainbow Is Enuf – Ntozake Shange - Otherwise Engaged – Simon Gray - Streamers – David Rabe                      |
| Bester Hauptdarsteller Theaterstück  | Al Pacino         | The Basic Training of Pavlo Hummel als Pavlo Hummel                                      | - Tom Courtenay in Otherwise Engaged als Simon - Ben Gazzara in Who’s Afraid of Virginia Woolf? als George - Ralph Richardson in No Man’s Land als Hirst                   |
| Beste Hauptdarstellerin Theaterstück | Julie Harris      | The Belle of Amherst als Verschiedene Charaktere                                         | - Colleen Dewhurst in Who’s Afraid of Virginia Woolf? als Martha - Liv Ullmann in Anna Christie als Anna Christopherson - Irene Worth in The Cherry Orchard als Ranevskaya |
| Bester Nebendarsteller Theaterstück  | Jonathan Pryce    | Comedians als Gethin Price                                                               | - Bob Dishy in Sly Fox als Abner Truckle - Joe Fields in The Basic Training of Pavlo Hummel als First Sergeant Tower - Laurence Luckinbill in The Shadow Box als Brian     |
| Beste Nebendarstellerin Theaterstück | Trazana Beverley  | For Colored Girls Who Have Considered Suicide / When the Rainbow Is Enuf als Lady in Red | - Patricia Elliott in The Shadow Box als Beverly - Rose Gregorio in The Shadow Box als Agnes - Mary McCarty in Anna Christie als Marthy Owen                               |
| Beste Theaterregie                   | Gordon Davidson   | The Shadow Box                                                                           | - Ulu Grosbard – American Buffalo - Mike Nichols – Comedians - Mike Nichols – Streamers                                                                                    |

### Musicals
| Kategorie                       | Preisträger                                                                  | Musical                                                         | Nominierungen |
| Bestes Musical                  | Charles Strouse (Musik), Martin Charnin (Liedtexte) und Thomas Meehan (Buch) | Annie                                                           | - Happy End - I Love My Wife - Side by Side by Sondheim |
| Bester Hauptdarsteller Musical  | Barry Bostwick                                                               | The Robber Bridegroom als Jamie Lockhart                        | - Robert Guillaume in Guys and Dolls als Nathan Detroit - Raul Julia in The Threepenny Opera als Macheath - Reid Shelton in Annie als Oliver Warbucks                                     |
| Beste Hauptdarstellerin Musical | Dorothy Loudon                                                               | Annie als Miss Hannigan                                         | - Clamma Dale in Porgy and Bess als Bess - Ernestine Jackson in Guys and Dolls als Sarah Brown - Andrea McArdle in Annie als Annie                                                        |
| Bester Nebendarsteller Musical  | Lenny Baker                                                                  | I Love My Wife als Alvin                                        | - David Kernan in Side by Side by Sondheim als Performer - Larry Marshall in Porgy and Bess als Sportin’ Life - Ned Sherrin in Side by Side by Sondheim als Performer                     |
| Beste Nebendarstellerin Musical | Delores Hall                                                                 | Your Arms Too Short to Box with God als Verschiedene Charaktere | - Ellen Greene in The Threepenny Opera als Jenny - Millicent Martin in Side by Side by Sondheim als Performer - Julia McKenzie in Side by Side by Sondheim als Performer                  |
| Bestes Musicallibretto          | Thomas Meehan                                                                | Annie                                                           | - Elisabeth Hauptmann – Happy End - Michael Stewart – I Love My Wife - Vinnette Carroll – Your Arms Too Short to Box with God                                                             |
| Beste Originalmusik             | Charles Strouse (Musik) und Martin Charnin (Liedtexte)                       | Annie                                                           | - Godspell – Stephen Schwartz (Musik und Liedtexte) - I Love My Wife – Cy Coleman (Musik) und Michael Stewart (Liedtexte) - Happy End – Kurt Weill (Musik) und Bertolt Brecht (Liedtexte) |
| Beste Musicalregie              | Gene Saks                                                                    | I Love My Wife                                                  | - Vinnette Carroll – Your Arms Too Short to Box with God - Martin Charnin – Annie - Jack O’Brien – Porgy and Bess                                                                         |

### Theaterstücke oder Musicals
| Kategorie            | Preisträger                           | Theaterstück bzw. Musical    | Nominierungen                                                                                                   |
| Bestes Bühnenbild    | David Mitchell                        | Annie                        | - Santo Loquasto – American Buffalo - Santo Loquasto – The Cherry Orchard - Robert Randolph – Porgy and Bess    |
| Beste Choreographie  | Peter Gennaro                         | Annie                        | - Talley Beatty – Your Arms Too Short to Box with God - Patricia Birch – Music Is - Onna White – I Love My Wife |
| Beste Kostüme        | Theoni V. Aldredge und Santo Loquasto | Annie und The Cherry Orchard | - Theoni V. Aldredge – The Threepenny Opera - Nancy Potts – Porgy and Bess                                      |
| Bestes Lichtdesign   | Jennifer Tipton                       | The Cherry Orchard           | - John Bury – No Man’s Land - Pat Collins – The Threepenny Opera - Neil Peter Jampolis – The Innocents          |
| Beste Wiederaufnahme | Porgy and Bess                        | Porgy and Bess               | - Guys and Dolls - The Cherry Orchard - The Threepenny Opera                                                    |

### Sonderpreise (ohne Wettbewerb)
| Kategorie              | Preisträger                   | Grund der Preisverleihung      |
| Regional Theatre Award | Mark Taper Forum              |                                |
| Special Tony Award     | Cheryl Crawford               | Lawrence Langner Award         |
| Special Tony Award     | Lily Tomlin                   |                                |
| Special Tony Award     | Barry Manilow                 |                                |
| Special Tony Award     | Diana Ross                    | Für An Evening with Diana Ross |
| Special Tony Award     | National Theatre For the Deaf |                                |
| Special Tony Award     | Equity Library Theatre        |                                |

## Statistik

### Mehrfache Nominierungen
- 10 Nominierungen: Annie
- 6 Nominierungen: I Love My Wife und Porgy and Bess
- 5 Nominierungen: The Cherry Orchard, The Shadow Box, Side by Side by Sondheim und The Threepenny Opera
- 4 Nominierungen: Your Arms Too Short to Box with God
- 3 Nominierungen: Guys and Dolls und Happy End
- 2 Nominierungen: American Buffalo, Anna Christie, The Basic Training of Pavlo Hummel, Comedians, For Colored Girls Who Have Considered Suicide / When the Rainbow Is Enuf, Otherwise Engaged, No Man’s Land, Streamers und Who’s Afraid of Virginia Woolf?

### Mehrfache Gewinne
- 7 Gewinne: Annie
- 2 Gewinne: The Cherry Orchard, I Love My Wife und The Shadow Box